# Australski nogomet u Hrvatskoj
Australski nogomet se u Hrvatskoj igra od 2006. Sport je kojem raste popularnost u zemlji. Od 2022. godine u Hrvatskoj australskoj nogometnoj ligi natječe se četiri klubova. Godine 2021. otvoreno je prvo igralište australskog nogometa u Hrvatskoj, a nalazi se u zagrebačkom kvartu Jarun.

## Popis klubova
- Sesvete Double Blues
- Velika Gorica Bombers
- Zagreb Cvjento Dockers
- Zagreb Hawks

## Reprezentacija
Hrvatska reprezentacija u australskom nogometu (Croatian Knights) natječe se na Svjetskom i Europskom prvenstvu.